# 강서도서관 (서울)
강서도서관은 서울특별시 강서구 등촌동에 있는 도서관이다.

## 연혁
강서도서관은 1982년 8월 22일에 착공하여 1983년 6월 28일에 준공이 되었고, 같은 해 7월 22일에 개관하였다.

## 시설현황
- 지하: 시청각실, 경로실
- 1층: 어린이자료실, 문화교실1
- 2층: 종합자료실, 문화교실2(학습도움방), 문화교실2(독서상담실)
- 3층: 디지털자료실, 문학간행물실, 휴게실
- 4층: 자율학습실1, 자율학습실2, 노트북전용실
- 기타: 순회문고, 식당, 매점, 휴게실, 등나무벤치(정원), 유료사물함

## 이용방법
이용시간
| 구분                     | 평일                             | 주말(토·일요일)                  |
| ------------------------ | -------------------------------- | -------------------------------- |
| 종합자료실 문학·간행물실 | 09:00-22:00                      | 09:00 - 17:00                    |
| 어린이실 디지털자료실    | 09:00-18:00                      | 09:00 - 17:00                    |
| 일반학습실               | 07:00 - 23:00(하절기 3월 ~ 10월) | 07:00 - 22:00(하절기 3월 ~ 10월) |
| 일반학습실               | 08:00 - 23:00(동절기 11월 ~ 2월) | 08:00 - 22:00(동절기 11월 ~ 2월) |

휴관일
- 정기휴관일: 매월 첫째, 셋째 금요일
- 법정공휴일: 일요일을 제외한 법정 공휴일 (일요일과 겹칠 경우 휴관)
- 임시휴관일: 도서정리, 보수공사, 장서점검 등의 사유로 휴관이 필요하다고 관장이 지정하는 날